# Suburra (serial)
Suburra: Blood on Rome este un serial de televiziune polițist italian, inspirat de romanul cu același nume al lui Giancarlo De Cataldo și Carlo Bonini, a cărui acțiune are loc la Roma. Serialul a fost realizat de Daniele Cesarano și Barbara Petronio pentru Netflix, fiind primul serial de televiziune original italian produs de companie. Este produs de Cattleya în asociere cu Rai Fiction și Bartleby Film.
Toate episoadele din primul sezon au avut premiera la nivel mondial pe 6 octombrie 2017. Serialul urmează să fie difuzat la televiziunea italiană Rai 2 în 2018.

## Subiect
Tema principală este puterea și corupția din Roma, în cadrul crimei organizate, a  politicienilor orașului și a Vaticanului.
Octombrie 2008: după anunțarea demisiei sale de către primarul Romei, criminalul cunoscut ca Samurai are doar 21 de zile pentru a finaliza achiziția unor terenuri pe malul mării, în Ostia, și de a obține din partea municipalității aprobarea unor planuri de construcție. Aceste ținte sunt de fapt intențiile mafiei din sudul Italiei, care doresc să construiască un „port” util pentru traficul de droguri (activitatea principală a familiilor lui Aureliano și Spadino) și să înceapă să facă afaceri în capitală.
Aureliano locuiește împreună cu tatăl său, care nu-l poate suporta, și cu sora lui, Livia, și visează să construiască un club pe terenul de la malul mării din Ostia, care aparținea mamei sale, decedată cu mulți ani în urmă. Familia Adami se opune cu fermitate proiectului lui Aureliano; de fapt, atât Livia, cât și tatăl ei îi țin ascunse lui Aureliano informațiile despre proiectul din port. Spadino aparține unei familii etnice Sinti. În ciuda faptului că este homosexual, el este obligat să se căsătorească cu o fată, printr-o căsătorie organizată de fratele mai mare și de mama sa. Este complet dezinteresat în activitățile criminale organizate de comunitatea sa, și nu acceptă rolul pe care îl are în cadrul familiei. Amândoi fac parte din două familii inamice în care nu au loc să se dezvolte, iar pe parcursul serialului devin prieteni.
Gabriele este băiatul corect, fiind fiul unui polițist. El locuiește cu tatăl său, dar fără știrea acestuia jonglează între universitate și vânzarea drogurilor, pe care le furnizează la petrecerilor bogaților Romei, în timpul cărora, în general, participă politicieni, clerici și criminali. Este folosit ca pion de către Samurai pentru interesele sale. 
Sara este un auditor, lucrează la Vatican și soțul ei conduce o companie interesată de Ostia, vizată de Samurai. Amedeo Cinaglia este un consilier local al Romei, onest și idealist, cu un puternic simț al datoriei față de alegători, dar este plin de resentimente împotriva partidului în cadrul căruia nu se simte reprezentat și care crede că îi subevaluează munca din comisie și integritatea. Trăiește un conflict intern legat de morală, dar va fi forțat să facă un compromis cu Samurai pentru a-și atinge obiectivele, trecând de cealaltă parte. Atât Sara, cât și Amedeo, devin implicați în afacerea din ținuturile din Ostia, prima ca adversar al Samuraiului, celălalt ca pion.

## Distribuie și personaje

### Personaje principale
- Alessandro Borghi în rolul Aureliano „Numero 8” Adami
- Giacomo Ferrara în rolul Alberto „Spadino” Anacleti
- Eduardo Valdarnini în rolul Gabriele "Lele" Marchilli
- Francesco Acquaroli în rolul „Samurai”
- Filippo Nigro în rolul Amedeo Cinaglia
- Claudia Gerini în rolul Sara Monaschi

### Personaje recurente
- Adamo Dionisi în rolul Manfredi Anacleti
- Barbara Chichiarelli în rolul Livia Adami
- Federico Tocci în rolul Tullio Adami
- Gerasimos Skiadaresis în rolul monseniorului Theodosiou
- Elisabetta De Palo în rolul Contesei
- Carlotta Antonelli în rolul Angelica
- Renato Marchetti în rolul Franco Marchilli
- Paola Sotgiu în rolul Mama Anacleti
- Augusto Zucchi în rolul cardinalului Cosimo Giunti
- Stefano Santospago în rolul Sandro Monaschi
- Lucia Mascino în rolul Gabriella
- Lorena Cesarini în rolul Isabelle
- Diego Ribon în rolul Stefano
- Pietro Ragusa în rolul Gianni Taccon